# Điều trị dự phòng trước phơi nhiễm HIV

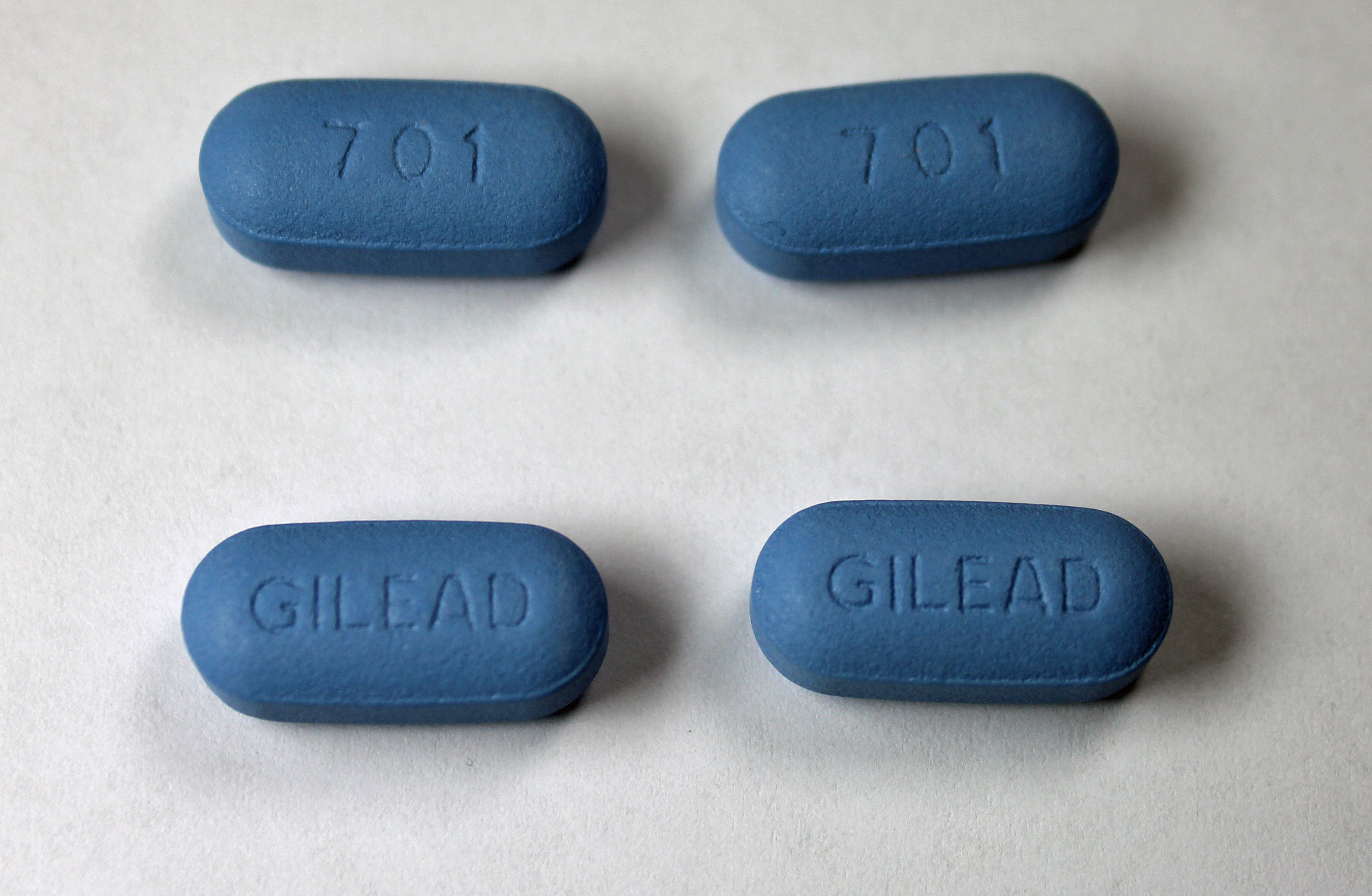
Viên nén Truvada, dạng phối hợp tenofovir/emtricitabine được dùng để điều trị dự phòng trước phơi nhiễm HIV

Điều trị dự phòng trước phơi nhiễm HIV (tiếng Anh: Pre-exposure prophylaxis for HIV prevention, viết tắt là PrEP) là việc dùng thuốc để ngăn ngừa sự lây lan của bệnh đối với những người chưa tiếp xúc với tác nhân gây bệnh (thường là virus). Trong các chiến dịch phòng chống HIV/AIDS, thuật ngữ này còn được dùng đề cập đến một loại thuốc kháng virus. PrEP là một trong số các loại thuốc phòng ngừa HIV dành cho những người âm tính với HIV nhưng có hành vi nguy cơ cao (gồm những người trưởng thành có hoạt động tình dục có nguy cơ lây nhiễm HIV, những người tiêm chích ma túy và các gia đình có vợ hoặc chồng nhiễm HIV).
Theo nghiên cứu của CDC Hoa Kỳ, PrEP mang lại hiệu quả phòng ngừa cao nếu được sử dụng đúng theo chỉ dẫn, làm giảm nguy cơ nhiễm HIV lên đến 99%.

## Sử dụng trong y tế

### Hoa Kỳ
Tại Hoa Kỳ, các hướng dẫn của liên bang khuyến nghị sử dụng điều trị dự phòng trước phơi nhiễm (PrEP) cho người trưởng thành âm tính với HIV với các đặc điểm sau:
- hoạt động tình dục trong sáu tháng qua và KHÔNG có quan hệ tình dục một vợ một chồng với bạn tình âm tính với HIV được xét nghiệm gần đây và người... 
  - là nam quan hệ tình dục đồng giới (MSM), và là người...
    - đã quan hệ tình dục qua đường hậu môn với một người đàn ông khác trong sáu tháng qua mà không dùng bao cao su
    - đã bị nhiễm trùng lây truyền qua đường tình dục trong sáu tháng qua

  - là một người trưởng thành có hoạt động tình dục (nam hoặc nữ với bạn tình là nam hoặc nữ), và là người...
    - có quan hệ tình dục với cả nam và nữ
    - quan hệ tình dục với bạn tình có nguy cơ nhiễm HIV cao (ví dụ như người tiêm chích ma túy, nam quan hệ tình dục đồng giới) mà không sử dụng bao cao su thường xuyên
- bất kỳ ai đã tiêm ma túy bất hợp pháp trong sáu tháng qua, dùng chung dụng cụ tiêm ma túy để giải trí với những người sử dụng ma túy khác trong sáu tháng qua hoặc đã được điều trị sử dụng ma túy qua đường tĩnh mạch trong sáu tháng qua

### Việt Nam

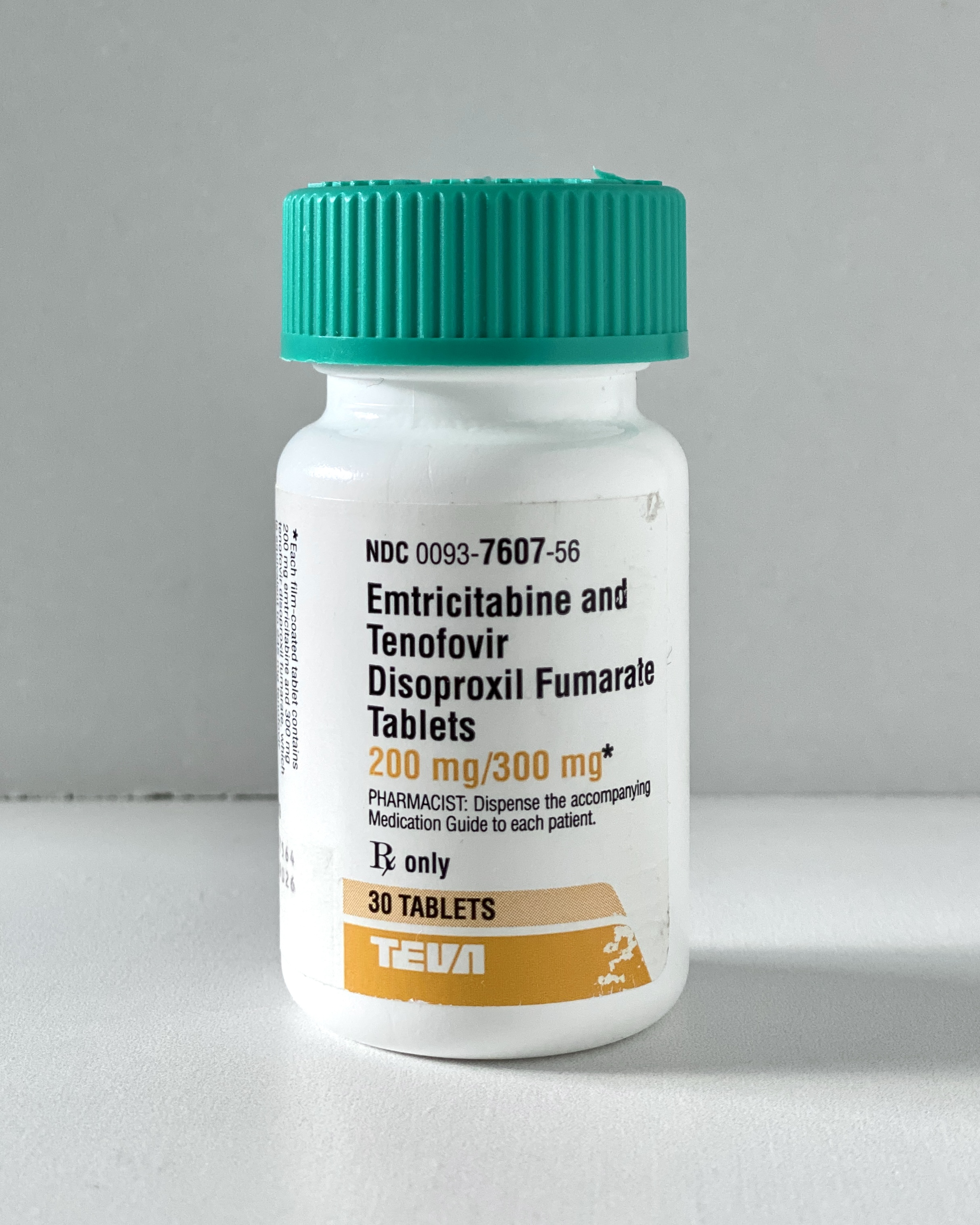
Một chai phiên bản chung của emtricitabine/tenofovir, dùng cho PrEP, cũng được sử dụng tại Việt Nam.

Tại Việt Nam, điều trị PrEP được triển khai từ năm 2017 ngay sau khuyến cáo của Tổ chức Y tế Thế giới (WHO).
Ở Việt Nam, theo Hướng dẫn của Cục Phòng, chống HIV/AIDS hướng dẫn tạm thời triển khai PrEP cho sinh viên, học sinh, PrEP uống hằng ngày được sử dụng cho các nhóm đối tượng là những người có HIV âm tính và có nguy cơ lây nhiễm HIV cao, bao gồm: MSM, người chuyển giới nữ, người tiêm chích ma túy, gái mại dâm và người quan hệ tình dục khác giới có nguy cơ cao; Những người có vợ, chồng, bạn tình nhiễm HIV;  Những người gần đây đã sử dụng dự phòng sau khi phơi nhiễm HIV (PEP); Những người yêu cầu sử dụng PrEP mà không có chỉ định rõ ràng khác.

#### PrEP tình huống (ED-PrEP)
PrEP tình huống (ED-PrEP) chỉ sử dụng cho người nam quan hệ tình dục đồng giới qua đường hậu môn; Không bị viêm gan B; Có quan hệ không quá 2 lần/tuần và chủ động được thời gian quan hệ tình dục.

Cách thức uống Prep tình huống theo khuyến cáo của Bộ Y Tế.

## Tác dụng phụ
PrEP rất an toàn, không có tác dụng phụ đối với 90% người sử dụng.
Chỉ khoảng 10% người sử dụng gặp một số tác dụng phụ nhẹ, thoáng qua lúc đầu, như tiêu chảy, buồn nôn, chán ăn, đau quặn bụng hoặc đầy hơi. Một số người có thể chóng mặt hoặc đau đầu. Các tác dụng phụ này thường kéo dài trong vài ngày hay vài tuần, nhưng thường không quá 1 tháng mà không cần ngừng PrEP. Đặc biệt, phương pháp này an toàn với hầu hết người sử dụng, bao gồm cả phụ nữ mang thai và cho con bú.